# MTA International
MTA International è stato per dieci anni, dal 24 giugno 2006 all'8 luglio 2016, il segmento dell'MTA dedicato ad azioni di emittenti di diritto estero già negoziate in altri mercati regolamentati europei.
Nel 2015 su questo mercato sono stati scambiati in media 900 contratti al giorno per un controvalore di circa 5,8 milioni di euro con una media annuale pari a più di 200.000 contratti.
Dall'11 luglio 2016 è stato sostituito dal Global Equity Market, segmento del nuovo mercato Borsa Italiana Equity MTF che ha debuttato con 66 titoli: i 36 sinora quotati più altri 30.

## Società del segmento
Nel segmento MTA International erano presenti i titoli di sei paesi europei:
| Francia : 16 | Germania : 12 | Paesi Bassi : 5 | Belgio : 1 | Finlandia : 1 | Spagna : 1 |

Facevano parte del segmento le seguenti 36 società estere:
| Nazione     | Nome              |
| ----------- | ----------------- |
| Paesi Bassi | Aegon             |
| Belgio      | Ageas             |
| Paesi Bassi | Ahold Kon         |
| Francia     | Alcatel-Lucent    |
| Germania    | Allianz           |
| Francia     | AXA               |
| Germania    | BASF              |
| Germania    | Bayer             |
| Germania    | BMW               |
| Francia     | BNP Paribas       |
| Francia     | Carrefour         |
| Francia     | Crédit Agricole   |
| Germania    | Daimler           |
| Francia     | Danone            |
| Germania    | Deutsche Bank     |
| Germania    | Deutsche Telekom  |
| Germania    | E.ON              |
| Francia     | Engie             |
| Paesi Bassi | ING Groep         |
| Francia     | Kering            |
| Francia     | L'Oréal           |
| Francia     | LVMH              |
| Germania    | Munich Re         |
| Finlandia   | Nokia Corporation |
| Francia     | Orange            |
| Paesi Bassi | Philips           |
| Francia     | Renault           |
| Germania    | RWE               |
| Francia     | Sanofi            |
| Germania    | SAP               |
| Germania    | Siemens           |
| Francia     | Société générale  |
| Spagna      | Telefónica        |
| Francia     | Total             |
| Paesi Bassi | Unilever          |
| Francia     | Vivendi           |

Dati aggiornati all'8 luglio 2016.